# NGC 1605
NGC 1605 je otvoreni skup u zviježđu Perzeju. 

## Vanjske poveznice
- SEDS: NGC 1605